# Vilma Bobeck
Vilma Bobeck (Nacka, 5 de enero de 1998) es una deportista sueca que compite en vela en las clases Europe y 49er FX.
Participó en los Juegos Olímpicos de París 2024, obteniendo una medalla de plata en la clase 49er FX (junto con Rebecca Netzler).
Ganó tres medallas en el Campeonato Mundial de 49er, entre los años 2022 y 2024, y dos medallas en el Campeonato Europeo de 49er, plata en 2022 y bronce en 2019. Además, obtuvo una medalla de plata en el Campeonato Mundial de Europe de 2015.

## Palmarés internacional
| Campeonato Mundial | Campeonato Mundial | Campeonato Mundial | Campeonato Mundial |
| Año                | Lugar              | Medalla            | Clase              |
| ------------------ | ------------------ | ------------------ | ------------------ |
| 2015               | Arendal (Noruega)  | Medalla de plata   | Europe             |

| Juegos Olímpicos   | Juegos Olímpicos           | Juegos Olímpicos  | Juegos Olímpicos |
| Año                | Lugar                      | Medalla           | Clase            |
| ------------------ | -------------------------- | ----------------- | ---------------- |
| 2024               | París (Francia)            | Medalla de plata  | 49er FX          |
| Campeonato Mundial |                            |                   |                  |
| Año                | Lugar                      | Medalla           | Clase            |
| 2022               | St. Margarets Bay (Canadá) | Medalla de plata  | 49er FX          |
| 2023               | La Haya (Países Bajos)     | Medalla de oro    | 49er FX          |
| 2024               | Lanzarote (España)         | Medalla de plata  | 49er FX          |
| Campeonato Europeo |                            |                   |                  |
| Año                | Lugar                      | Medalla           | Clase            |
| 2019               | Weymouth (Reino Unido)     | Medalla de bronce | 49er FX          |
| 2022               | Aarhus (Dinamarca)         | Medalla de plata  | 49er FX          |